# Obsidian Entertainment
Pour les articles homonymes, voir Obsidian.
Obsidian Entertainment est une société américaine de développement de jeux vidéo basée à Irvine en Californie.

## Historique
L'entreprise a été créée en 2003 par cinq anciens développeurs de chez Black Isle: Feargus Urquhart, Chris Parker, Darren Monahan, Chris Avellone et Chris Jones. La plupart des employés proviennent des sociétés Black Isle Studios, Blizzard Entertainment, Electronic Arts et Neversoft. En 2005, Josh Sawyer, qui a travaillé sur la série des Icewind Dale, s'est joint aux autres développeurs.
Le 20 avril 2009, Bethesda Softworks annonce un nouveau jeu basé sur la franchise Fallout, l'épisode titré Fallout: New Vegas sort en octobre 2010.
Le 11 février 2010, Red Eagle Games et Obsidian annoncent leur collaboration sur un jeu basé sur la franchise La Roue du temps, une série de romans de fantasy par l'auteur Robert Jordan.
Le 10 novembre 2018, lors du X018, Matt Booty annonce le rachat du studio, dorénavant rattaché à la branche Xbox Game Studios. 
Le dernier jeu multiplateforme du studio, The Outer Worlds, a été révélé lors des Game Awards 2018. Distribué par Private Division, le titre sera disponible pour 2019.
Le 14 novembre 2019, Obsidian annonce Grounded, un jeu de survie, lors de l'X019 à Londres. Lors de l'Inside Xbox, il est annoncé que le jeu sortira en accès anticipé en juillet 2020.
Le 23 juillet 2020, en plus d'ajouter le trailer de Grounded, Obsidian annonce Avowed, un RPG à la première personne.
Lors du Xbox & Bethesda Games Showcase en juin 2021, Obsidian annonce The Outer Worlds 2. Contrairement au premier opus qui était publié par Private Division et multiplateforme, celui-ci sera publié par Xbox Games Studios et exclusif à la Xbox Series X/S et à Windows. 
En mai 2025, la réalisatrice Carrie Patel quitte Obsidian pour le studio Night School (derrière les jeux Oxenfree), appartenant à Netflix Games. Elle travaillait depuis 12 ans dans l'entreprise, en tant que scénariste des jeux Pillars of Eternity et The Outer Worlds, puis comme directrice sur Avowed,,. 

## Jeux développés
| Titre                                                     | Date de sortie | Plates-formes                                                                 |
| --------------------------------------------------------- | -------------- | ----------------------------------------------------------------------------- |
| Star Wars: Knights of the Old Republic 2 - The Sith Lords | 2004           | Windows, Xbox                                                                 |
| Neverwinter Nights 2                                      | 2006           | Windows, OS X                                                                 |
| Neverwinter Nights 2: Mask of the Betrayer                | 2007           | Windows                                                                       |
| Neverwinter Nights 2: Storm of Zehir                      | 2008           | Windows                                                                       |
| Alpha Protocol                                            | 2010           | Windows, PlayStation 3, Xbox 360                                              |
| Fallout: New Vegas                                        | 2010           | Windows, PlayStation 3, Xbox 360                                              |
| Dungeon Siege III                                         | 2011           | Windows, PlayStation 3, Xbox 360                                              |
| South Park : Le Bâton de la vérité                        | 2014           | Windows, PlayStation 3, Xbox 360                                              |
| Pillars of Eternity                                       | 2015           | Windows, PlayStation 4, Xbox One, Linux, OS X, Nintendo Switch                |
| Pillars of Eternity: The White March – Part 1             | 2015           | Windows, PlayStation 4, Xbox One, Linux, OS X, Nintendo Switch                |
| Skyforge                                                  | 2015           | Windows                                                                       |
| Armored Warfare                                           | 2015           | Windows                                                                       |
| Pillars of Eternity: The White March – Part 2             | 2016           | Windows, PlayStation 4, Xbox One, Linux, OS X, Nintendo Switch                |
| Pathfinder Adventures                                     | 2016           | Windows, iOS, Android                                                         |
| Tyranny                                                   | 2016           | Windows, Linux, OS X                                                          |
| Pillars of Eternity II: Deadfire                          | 2018           | Windows, PlayStation 4, Xbox One, Linux, OS X                                 |
| The Outer Worlds                                          | 2019           | Windows, PlayStation 4, Xbox One, Nintendo Switch                             |
| Grounded                                                  | 2022           | Windows, Xbox One, Xbox Series, PlayStation 4, PlayStation 5, Nintendo Switch |
| Pentiment                                                 | 2022           | Windows, Xbox One, Xbox Series, PlayStation 4, PlayStation 5, Nintendo Switch |
| Avowed                                                    | 2025           | Windows, Xbox Series                                                          |
| The Outer Worlds 2                                        | 2025           | Windows, PlayStation 5, Xbox Series                                           |
| Grounded 2                                                | NC             | Windows, Xbox Series                                                          |

- Un jeu de rôle non annoncé utilisant le moteur de jeu Onyx Engine de Obsidian était prévu sur Xbox Live Arcade (2012)[5].
- Un projet de jeu de rôle basé sur la franchise Alien est débuté pour Sega avant d'être annulé.
- Un projet de jeu en ligne massivement multi-joueur simulant des batailles de char, Armored Warfare, est initié par Obsidian en 2015 avant d'être abandonné en février 2017 au profit de l'éditeur my.com[6]